# 岸川雄二
岸川 雄二（きしかわ ゆうじ、1973年7月17日 - ）は、佐賀県佐賀市出身の元プロ野球選手（内野手）、神奈川大学硬式野球部監督。

## 来歴・人物
佐賀学園高時代は、若林隆信とのバッテリーで2年、3年夏の甲子園に出場。
その後、神奈川大学では捕手、指名打者としてリーグ屈指の強打者として活躍。1995年春には7試合連続を含むシーズン最多本塁打の8本を記録するなど、4年間で神奈川大学野球連盟の記録となる通算本塁打22本を記録。最多打点3回、ベストナイン2回。
1995年のドラフト4位で西武ライオンズに入団。打撃を生かして野手となるが、1軍出場することなく、2000年限りで退団した。
引退後は3年間、地元・佐賀県の建設会社に勤務。2005年より九州総合スポーツカレッジ（専門学校）の硬式野球部監督を務めた後、2014年から母校・神奈川大学野球部コーチに就任。2018年より監督に昇格。

## 詳細情報

### 年度別打撃成績
- 一軍公式戦出場なし

### 背番号
- 65 （1996年 - 2000年）